# T2K experiment
T2K (từ Tokai đến Kamioka) là một thí nghiệm vật lý hạt nghiên cứu các dao động của neutrino sinh ra từ máy gia tốc. Thí nghiệm được thực hiện tại Nhật Bản bởi sự hợp tác quốc tế của khoảng 500 nhà vật lý và kỹ sư với hơn 60 tổ chức nghiên cứu từ một số quốc gia từ Châu Âu, Châu Á và Bắc Mỹ  và đây là một thí nghiệm liên kết với  Trung Tâm vật lý hạt Châu Âu (CERN) (RE13).
T2K là thí nghiệm đầu tiên quan sát thấy sự xuất hiện của neutrino electron từ chùm neutrino muon, nó cũng cung cấp phép đo chính xác nhất thế giới thông số dao động θ 23  và gợi ý về sự bất đối xứng đáng kể giữa vật chất phản vật chất trong neutrino dao động.  Việc đo sự bất đối xứng dao động neutrino-antineutrino có thể đưa chúng ta đến gần hơn  lời giải thích về sự tồn tại của Vũ trụ chủ yếu là vật chất của chúng ta.
Các chùm neutrino muon cực mạnh được tạo ra tại J-PARC (Tổ hợp nghiên cứu máy gia tốc Proton Nhật Bản) đặt ở Tokai trên bờ biển phía đông Nhật Bản. Chùm tia hướng vào máy dò xa Super-Kamiokande đặt cách xa 295  km ở thành phố Hida, Gifu. Các tính chất và thành phần của thông lượng neutrino trước tiên được đo bằng hệ thống các máy dò gần nằm cách nơi sản xuất chùm tia 280m ở trong khu liên hợp J-PARC, sau đó được đo một lần nữa với máy dò Super-Kamiokande. So sánh thành phần của các hương vị neutrino khác nhau ở hai địa điểm này cho phép đo xác suất chuyển vị khi neutrino di chuyển giữa các máy dò gần và xa. Super-Kamiokande có thể phát hiện sự tương tác của cả neutrino muon và neutrino electron, và do đó đo được sự biến mất của thông lượng muon neutrino, cũng như sự xuất hiện của neutrino electron trong chùm tia.

## Chương trình vật lý
Thí nghiệm T2K đã được đề xuất vào năm 2003 với các mục tiêu vật lý như sau:
- Phát hiện ra  dao động ν
μ → ν
e, và do đó xác nhận rằng góc trộn không xác định cuối cùng θ 13 không bằng không
- Đo chính xác các tham số dao động Δm2 23 và θ 23 thông qua các nghiên cứu sự biến mất của neutrino muon
- Tìm kiếm các dao động neutrino lạ, có thể là nguyên nhân cho sự thiếu hụt các tương tác neutrino dòng trung tính quan sát được
- Các phép đo tiết diện tán xạ của các tương tác khác nhau của các loại neutrino lên vật chất khác nhau trong phạm vi năng lượng cỡ vài GeV

Kể từ khi bắt đầu lấy dữ liệu vào năm 2010, thí nghiệm T2K đã thành công khi cung cấp danh sách các kết quả quan trọng hàng đầu thế giới:
- Xác nhận sự xuất hiện của neutrino electron trong chùm muon neutrino (ν
μ → ν
e), đó là lần đầu tiên khi neutrino được tạo ra với một hương vị được quan sát rõ ràng trong một hương vị khác.[5][11]
- Đo chính xác nhất của tham số θ 23.[6]
- Ràng buộc đáng kể đầu tiên đối với tham số δ CP, tham số chi phối sự bất đối xứng vật chất - phản vật chất trong khu vực neutrino.
- Đặt ra giới hạn đối với các thông số dao động neutrino lạ dựa trên các nghiên cứu trong máy dò gần, ND280 [12] và xa, Super-Kamiokande [13].
- Nhiều phép đo tiết diện tán xạ khác nhau của neutrino electron  [14] và neutrino muon và các quá trình với phản-neutrino, bao gồm các tương tác dòng điện tích (CC) cộng hưởng,[15] tương tác CC không có pion [16][17]  và với pion đơn trong trạng thái cuối cùng,[18] sản sinh pion kết hợp,[19] tương tác dòng trung tính,[20] vv trên các vật chất khác nhau như carbon, nước và sắt.[21]

Những nâng cấp trong tương lai của T2K dự kiến sẽ cung cấp thêm sự ràng buộc lên pha δ CP bằng cách so sánh các dao động của neutrino với các phản neutrino, cũng như các phép đo chính xác hơn các tham số Δm223 và θ 23, và các phép đo tiết diện tán xạ sẽ mở rộng hiểu biết của chúng ta về tương tác neutrino và do đó cải thiện các mô hình lý thuyết được sử dụng trong các công cụ mô phỏng tương tác neutrino.

## Chùm tia neutrino

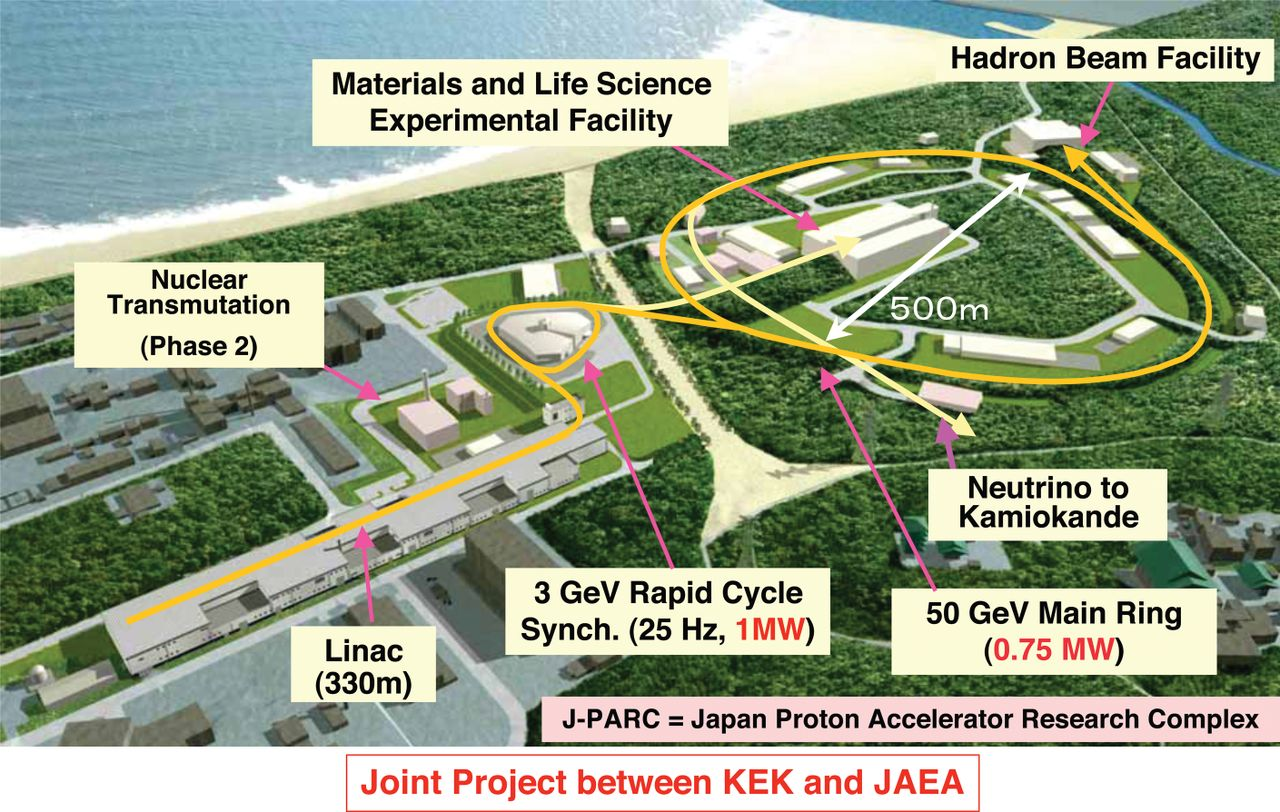
Nhìn toàn cảnh khu tổ hợp máy gia tốc J-PARC

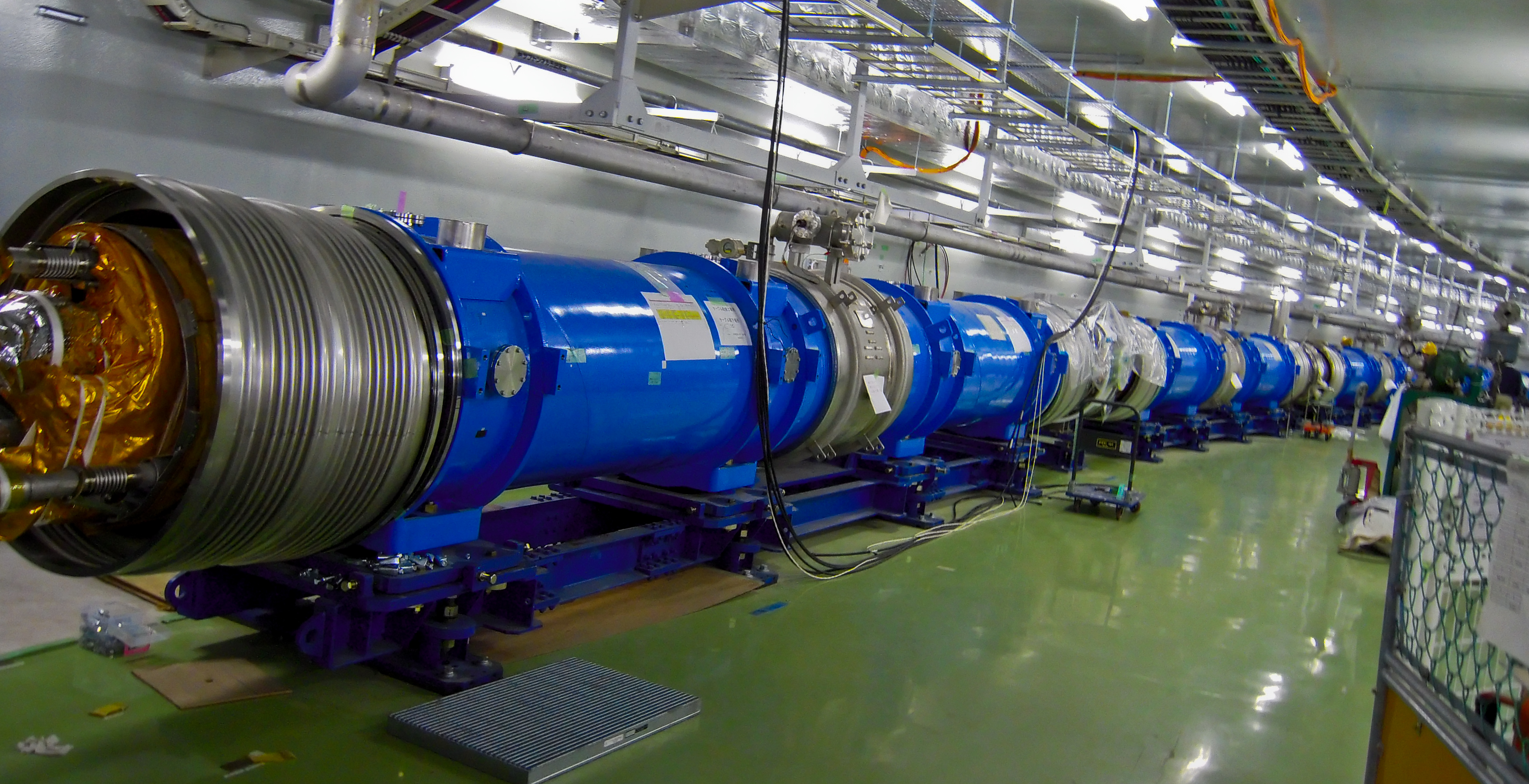
Hệ thống nam châm siêu dẫn đang được xây dựng vào năm 2008 để uốn cong chùm tia proton về hướng Kamioka

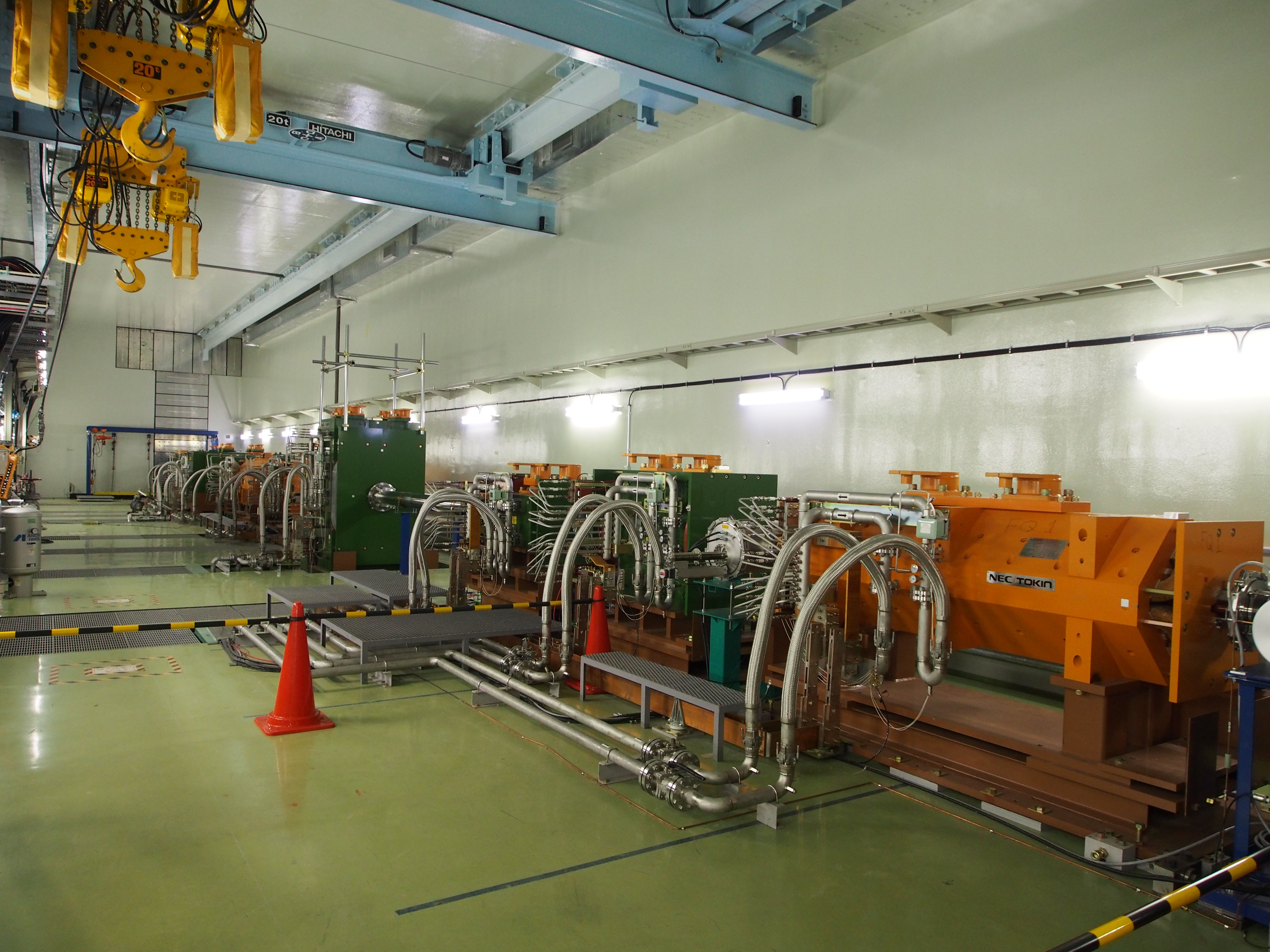
Khu vực cuối cùng của dòng tia proton trước khi vào va vào bia để tạo ra chùm neutrino

T2K sử dụng chùm tia  neutrino muon hoặc phản-neutrino muon được tạo ra tại J-PARC, sử dụng chùm tia proton tăng tốc dần lên 30 GeV bằng mộ thệ thống với ba máy gia tốc: đầu tiên là tăng tốc lên mức năng lượng 400 MeV bằng máy gia tốc tuyến tính Linac, sau đó nâng lên đến mức năng lượng 3 GeV với RCS (Synchrotron chu kỳ nhanh), và cuối cùng nâng lên đến 30 GeV bởi synchrotron MR (Vòng chính). Các proton va chạm với một thanh bia bằng than chì, tạo ra các meson, chủ yếu là pion và kaon, sau đó được tập trung bởi một bộ ba thấu kính từ hình sừng và hướng các meson này vào một đường hầm gọi là khối phân rã. Tùy thuộc vào cực của thấu kính từ hình sừng, các hạt meson dương hoặc âm được bẻ về phía trung tâm. Pion và kaon dương phân rã chủ yếu thành μ+
 và ν
μ  tạo thành một chùm neutrino muon, trong khi pion và kaon âm phân rã chủ yếu vào μ⁻
  và ν
μ tạo thành một chùm phản-neutrino muon. Tất cả các hadron và lepton tích điện còn lại bị chặn lại bởi một khối than chì nặng 75 tấn (được gọi là bãi chứa chùm tia) và trong lòng đất, trong khi neutrino di chuyển dưới lòng đất về phía máy dò xa.

### Chùm tia ngoài trục
T2K là thí nghiệm đầu tiên trong đó khái niệm chùm neutrino ngoài trục đã được hiện thực hóa. Chùm neutrino tại J-PARC được thiết kế sao cho nó có thể được điều khiển lệch máy dò xa, Super Kamiokande 2 đến 3 độ và một trong những máy dò gần, ND280. Góc lệch trục được chọn là 2,5 ° để tối đa hóa xác suất dao động ở khoảng cách tương ứng với máy dò xa, với cự ly 295 km là tối ưu cho neutrino với năng lượng khoảng 600 MeV. Trong dải năng lượng neutrino này, loại tương tác neutrino chiếm ưu thế là các tương tác chuẩn đàn hồi tích điện, do đó có thể tính toán năng lượng của neutrino tương tác chỉ trên cơ sở động lượng và hướng của lepton tích điện được sinh ra. Neutrino cao với năng lượng cao hơn bị triệt tiêu bởi cấu hình ngoài trục, làm giảm số lượng tương tác với sản xuất meson, là tín hiệu nền trong phân tích dao động trong thí nghiệm T2K.

## Máy dò gần
Tổ hợp máy dò gần  nằm ở khoảng cách 280 mét so với thanh bia bằng than chì. Mục đích của tổ hợp máy dò này là để đo thông lượng neutrino trước khi nó dao động và nghiên cứu các tương tác neutrino. Hệ thống bao gồm ba máy dò chính:
- Máy dò INGRID (Lưới tương tác neutrino) nằm trên trục của chùm neutrino,
- Máy dò ND280 nằm lệch trục chùm 2,5 °, tức là ở cùng góc lệch với máy dò xa.
- Wagasci-BabyMIND là một máy dò neutrino từ hóa nằm ở góc ngoài trục 1,5 °, được chế tạo để khám phá sự biến đổi phổ năng lượng với góc ngoài trục và tiết diện tán xạ ở năng lượng neutrino trung bình cao hơn.

### Đầu Đọc tín hiệu
Ngoại trừ Phòng chiếu thời gian trong ND280, toàn bộ vật liệu hoạt động (cho phép theo dõi hạt) của các máy dò gần là chất phát sáng nhấp nháy nhựa. Ánh sáng được tạo ra bởi các hạt đi qua trong các thanh phát sáng nhấp nháy nhựa được thu thập bằng các sợi chuyển dịch bước sóng và được phát hiện bởi các bộ đếm photon đa pixel từ công ty Hamamatsu nằm ở một hoặc cả hai đầu của sợi. Các thanh phát sáng nhấp nháy nhựa được tổ chức thành các lớp, trong đó các thanh trong hai lớp lân cận được bố trí vuông góc với nhau để cung cấp thông tin ba chiều về các hạt đi qua.

### Máy dò INGRID
Mục đích chính của máy dò INGRID là theo dõi hướng và cường độ của chùm tia neutrino hàng ngày bằng cách phát hiện trực tiếp các tương tác neutrino. Máy dò INGRID bao gồm 16 mô-đun giống hệt nhau được sắp xếp theo hình chữ thập, 7 theo chiều dọc và 7 theo chiều ngang, cộng với 2 mô-đun bên ngoài chữ thập. Chiều cao và chiều rộng của cánh tay INGRID là 10 mét. Mỗi mô-đun  bao gồm các lớp sắt đan xen với các lớp phát quang nhấp nháy nhựa. Thêm 4 lớp phủ quyết với các thanh phát quang nhấp nháy đwowcj đặt xung quanh mô-đun ở hai bên để phân biệt các hạt đi vào từ bên ngoài với các tương tác được tạo ra bởi các tương tác bên trong mô-đun. Tổng khối lượng sắt trong một mô-đun là 7,1 tấn và chiếm 96% trọng lượng mô-đun. Trên trục chùm neutrino, ở giữa đường chéo giữa cánh tay dọc và ngang, có một mô-đun bổ sung chỉ được chế tạo từ các lớp phát quang nhấp nháy (Mô-đun Proton) có khối lượng 0,55 tấn. Mục đích của nó là để đo các tương tác chuẩn đàn hồi và so sánh các kết quả thu được với các mô phỏng.

### Máy dò ND280

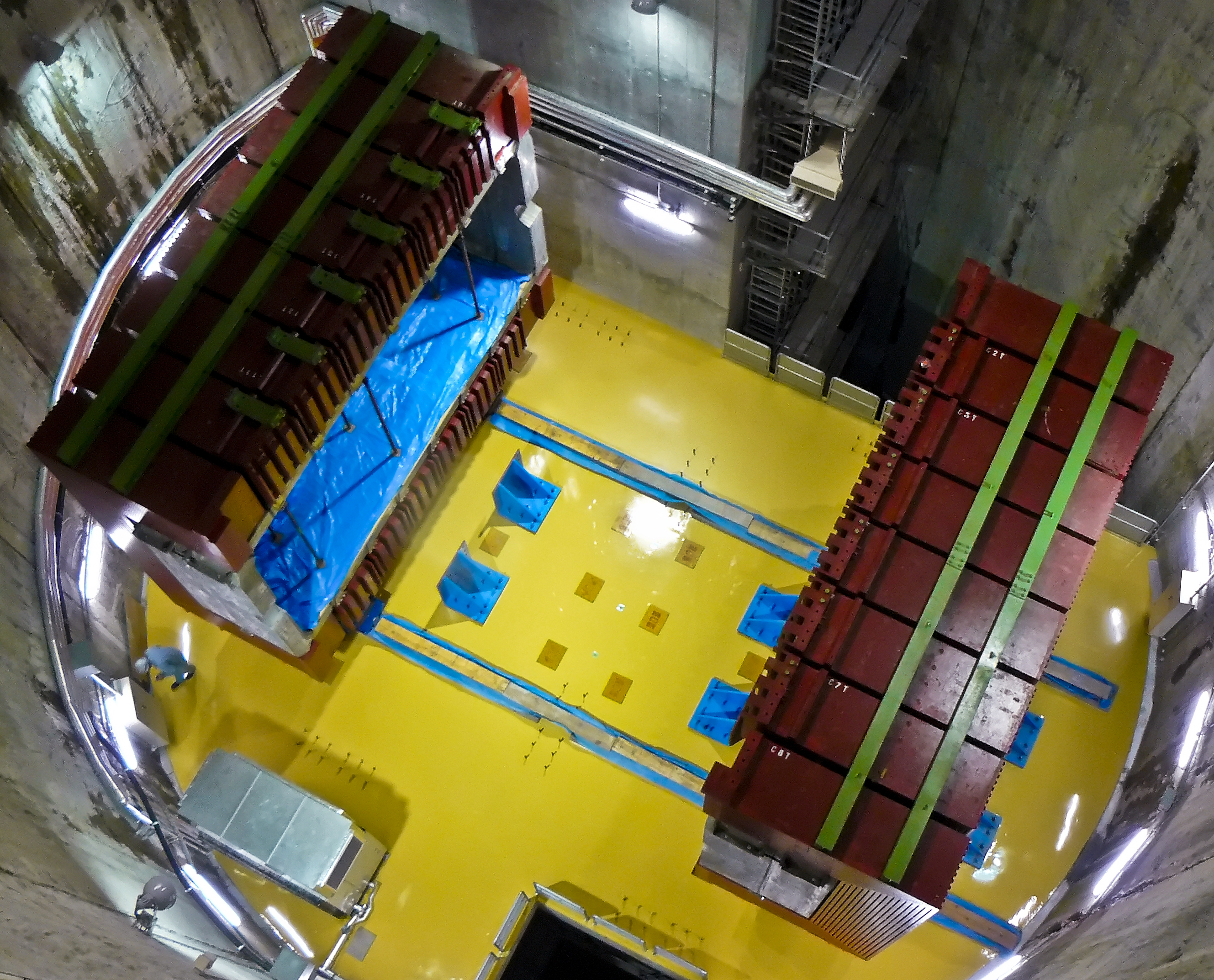
ND280 đang thi công

Máy dò ND280 được sử dụng để đo thông lượng, phổ năng lượng và thành phần neutrino electron cố hữu trong chùm tia cho góc lệch trục tương tự như đối với máy dò xa. ND280 cũng đo các loại tương tác của (phản-)neutrino muon và (phản-)neutrino electron. Tất cả điều này cho phép ước tính số lượng và loại tương tác dự kiến trong máy dò xa, giảm sai số hệ thống trong phân tích dao động neutrino liên quan đến các mô hình tương tác và thông lượng neutrino.
ND280 bao gồm một bộ các máy dò phụ bên trong: máy dò Pi-Zero và máy theo dõi với 2 Máy dò hạt mịn xen kẽ với 3 Phòng chiếu thời gian, được đặt bên trong khung kim loại gọi là giỏ. Rổ được bao quanh bởi nhiệt lượng kế điện từ và một nam châm được tái chế từ thí nghiệm UA1 tạo ra trường ngang đồng đều 0,2 T và được gắn với các mặt phẳng scintillator tạo thành Máy dò phạm vi Side Muon.
Pi-Zero (π⁰
) Máy dò (P0D) chứa 40 mặt phẳng mô-đun scintillator bằng nhựa, ở phần trung tâm được đặt xen kẽ với 2.8   túi dày cm chứa đầy nước và tấm đồng thau dày, và trong hai khu vực ngoại vi mô-đun scintillator được kẹp bằng tấm chì. Bằng cách so sánh lượng tương tác giữa các chế độ có và không có nước trong túi, có thể rút ra số lượng tương tác neutrino xảy ra trên mặt nước - vật liệu mục tiêu bên trong máy dò siêu xa Super-Kamiokande. Kích thước của toàn bộ khối lượng P0D đang hoạt động là khoảng 2,1 m × 2,2 m × 2,4 m (X × Y × Z) và khối lượng của nó có và không có nước lần lượt là 15,8 và 12,9 tấn.
Mục tiêu chính của Máy dò Pi-Zero là đo sản xuất pion trung tính trong các tương tác neutrino hiện tại trung tính trên nước:
ν
μ + N → ν
μ + N' + π⁰

Phản ứng này có thể bắt chước các tương tác neutrino electron vì các photon từ phân rã pi0 có thể được tái cấu trúc thành một electron trong máy dò Super-Kamiokande, do đó phản ứng này có thể bắt chước các tương tác neutrino của electron và tạo thành một nền tảng quan trọng trong phép đo sự xuất hiện của neutrino electron.

#### Buồng chiếu thời gian
Ba buồng chiếu thời gian (TPC) là các hộp hình chữ nhật kín khí, với mặt phẳng cực âm ở trung tâm và đọc các mô-đun MicroMegas ở cả hai phía song song với cực âm. TPC chứa đầy khí trôi dựa trên argon dưới áp suất khí quyển. Các hạt tích điện đi qua TPC làm ion hóa khí dọc theo đường ray của chúng. Các electron ion hóa trôi từ cực âm sang hai bên của TPC, nơi chúng được MicroMegas phát hiện cung cấp hình ảnh 3D về đường đi của hạt tích điện đi qua. Tọa độ Y và Z dựa trên vị trí của các electron ion hóa được phát hiện trên các mô-đun MicroMegas và tọa độ X dựa trên thời gian trôi của electron. Trong từ trường, độ cong của đường dẫn này cho phép xác định điện tích và động lượng của hạt và lượng electron ion hóa trên mỗi đơn vị khoảng cách được sử dụng để xác định các hạt dựa trên công thức Bethe-Bloch.

#### Máy dò hạt mịn
Hai máy dò hạt mịn (FGD) được đặt sau TPC thứ nhất và thứ hai. Các FGD và TPC cùng nhau tạo nên trình theo dõi của ND280. FGD cung cấp khối lượng mục tiêu hoạt động cho các tương tác neutrino và có thể đo các rãnh ngắn của độ giật proton. FGD thứ nhất chỉ bao gồm các lớp scintillator, trong khi FGD thứ hai bao gồm các lớp scintillator và nước xen kẽ. FGD thứ hai bao gồm một phần nước vì máy dò tại Super-Kamiokande dựa trên nước. Các mặt cắt ngang trên carbon và trên mặt nước có thể được xác định từ việc so sánh các tương tác neutrino trong hai FGD.

#### Nhiệt lượng kế điện từ
Nhiệt lượng kế điện từ (ECAL) bao quanh các máy dò bên trong (P0D, TPC, FGD) và bao gồm các lớp scintillator được kẹp bằng các tấm hấp thụ chì. Vai trò của nó là phát hiện các hạt trung tính, đặc biệt là các photon và đo năng lượng và hướng của chúng, cũng như phát hiện các hạt tích điện cung cấp thông tin bổ sung có liên quan để nhận dạng chúng.

#### Máy dò phạm vi Muon
Bộ phát hiện phạm vi Side Muon (SMRD) bao gồm các mô-đun scintillator được chèn vào các khoảng trống trong nam châm. SMRD ghi lại các muon thoát ra khỏi các bộ phận bên trong của máy dò ở các góc lớn đối với hướng chùm tia. Nó cũng có thể hoạt động như một kích hoạt cho các tia vũ trụ. Cuối cùng, nó có thể giúp xác định các tương tác chùm tia trong các bức tường xung quanh và trong chính nam châm.

## Siêu Kamiokande
Máy dò siêu Kamiokande nằm dưới lòng đất 1000 m trong Mỏ Mozumi, dưới Núi Ikeno ở khu vực Kamoka của thành phố Hida. Nó là một bể hình trụ bằng thép không gỉ có chiều cao và đường kính khoảng 40 m, chứa đầy 50.000 tấn nước và được trang bị khoảng 13.000 ống nhân quang (PMT). Nó phát hiện một hình nón ánh sáng Cherenkov phát ra từ các hạt tích điện chuyển động trong nước nhanh hơn ánh sáng trong môi trường này. Mục tiêu của nó là đo muon và electron được tạo ra trong các tương tác quasielastic (CCQE) tích điện ν
μ và ν
e, tương ứng. Do khối lượng tương đối lớn, muon thường không thay đổi hướng của chúng và do đó tạo ra một hình nón Cherenkov được xác định rõ ràng được quan sát bởi các PMT như một vòng rõ ràng, sắc nét. Ngược lại, các electron, vì khối lượng nhỏ hơn, dễ bị tán xạ hơn và hầu như luôn tạo ra các vòi hoa sen điện từ, được PMT quan sát như một vòng có các cạnh mờ. Năng lượng neutrino được tính toán dựa trên hướng và năng lượng của một lepton tích điện được tạo ra trong tương tác CCQE. Theo cách này, ν
μ và ν
e Phổ ν
e được xác định, dẫn đến việc đo các tham số dao động có liên quan đến sự biến mất của muon neutrino và sự xuất hiện của neutrino electron.

## Lịch sử
T2K là sự kế thừa của thí nghiệm KEK đến Kamioka (K2K), diễn ra từ năm 1999 đến 2004. Trong thí nghiệm K2K, một chùm neutrino muon được tạo ra tại cơ sở KEK ở Tsukuba (Nhật Bản) và được gửi tới máy dò Super-Kamiokande, đặt 250   cách xa km. Các kết quả thí nghiệm K2K khẳng định ở cấp độ tại 99,9985% độ tin cậy (4,3 σ) là sự biến mất của các neutrino muon và cũng phù hợp với các số đo trước các thông số dao động được đo bằng các máy dò Super-Kamiokande cho neutrino khí quyển.
Việc xây dựng chùm tia neutrino bắt đầu vào năm 2004 và nó đã được đưa vào vận hành thành công vào năm 2009. Việc xây dựng toàn bộ máy dò INGRID và phần lớn máy dò ND280 (không có phần nòng của nhiệt lượng kế điện từ) đã được hoàn thành vào năm 2009. Phần còn thiếu của nhiệt lượng kế đã được cài đặt vào mùa thu năm 2010. Máy dò xa T2K là máy dò Super-Kamiokande lớn, hoạt động từ năm 1996 và nghiên cứu tuổi thọ proton và dao động của neutrino khí quyển, mặt trời và máy gia tốc.
Thí nghiệm T2K bắt đầu lấy dữ liệu neutrino để phân tích vật lý vào tháng 1 năm 2010, ban đầu với máy dò ND280 chưa hoàn chỉnh và bắt đầu từ tháng 11 năm 2010 với thiết lập đầy đủ. Việc lấy dữ liệu đã bị gián đoạn trong một năm bởi trận động đất lớn Tohoku vào tháng 3 năm 2011. Công suất chùm tia proton, và do đó cường độ chùm neutrino không ngừng tăng lên, đến tháng 2 năm 2020 sức mạnh của 515   kW và tổng số proton tích lũy trên mục tiêu là 3,64 × 10 21 proton  với 55% dữ liệu ở chế độ neutrino và 45% ở chế độ antineutrino.

## Các kế hoạch trong tương lai
Thí nghiệm T2K dự kiến sẽ hoạt động ở dạng hiện tại cho đến cuối năm 2020. Năm 2021, một bản nâng cấp lớn của chùm tia neutrino và máy dò gần ND280 sẽ được thực hiện. Từ năm 2022 đến năm 2026, dữ liệu neutrino sẽ được lấy trong giai đoạn thứ hai của thí nghiệm T2K (T2K-II).  Vào năm 2025, người kế nhiệm của thí nghiệm T2K sẽ được ra mắt, thí nghiệm Hyper-Kamiokande (HK), với máy dò xa Cherenkov mới, 250.000 tấn - máy dò xa Hyper-Kamiokande.  Tòa nhà của một máy dò Cherenkov trung gian bổ sung ở khoảng cách khoảng 2   km cũng được xem xét cho thí nghiệm HK.

### T2K-II
Giai đoạn II của thí nghiệm T2K dự kiến sẽ bắt đầu vào năm 2022 và kéo dài đến năm 2025 hoặc 2026 sau khi bắt đầu thử nghiệm HK. Các mục tiêu vật lý của T2K-II là phép đo các tham số dao động θ 23 và Δm 223 với độ chính xác tương ứng là 1,7 ° và 1%, cũng như xác nhận ở mức 3 σ trở lên đối xứng vật chất phản vật chất trong khu vực neutrino trong một loạt các giá trị thực có thể có của δ CP - tham số chịu trách nhiệm cho sự bất đối xứng CP (vật chất-phản vật chất). Để đạt được các mục tiêu này đòi hỏi phải giảm các lỗi thống kê và hệ thống, và do đó, một sự nâng cấp đáng kể của máy dò tia và máy dò ND280, cũng như các cải tiến trong phương pháp phân tích và phần mềm.

#### Nâng cấp chùm tia
Kế hoạch nâng cấp chùm tia đòi hỏi phải ngừng hoạt động của máy gia tốc Vòng chính J-PARC trong một năm vào năm 2021, sau đó là công suất chùm tia proton tăng dần liên tục cho đến khi bắt đầu thí nghiệm HK. Công suất chùm tia phải đạt 750   kW vào năm 2022 và sau đó tăng lên 1,3 MW vào năm 2029.
Vào tháng 2 năm 2020, công suất chùm tia proton đạt 515   kW với 2,7x10 14 proton trên mỗi xung và với 2,48 giây giữa các xung (được gọi là chu kỳ lặp lại). Để đạt 750   kW, chu kỳ lặp lại sẽ giảm xuống còn 1,32 giây với 2,0x10 14 proton mỗi xung, trong khi đối với 1,3 MW, chu kỳ lặp lại phải giảm xuống còn 1,16 giây và số lượng proton trên mỗi xung phải tăng lên 3,2x10 14. Ngoài việc tăng công suất chùm tia proton sơ cấp, dòng điện trong sừng tập trung các hạt thứ cấp (pion, kaon, v.v.) với một điện tích đã chọn cũng sẽ được tăng từ 250 kA lên 320 kA. Điều này sẽ làm tăng lượng neutrino ký hiệu phải (neutrino trong chùm chế độ neutrino và phản neutrino trong chùm chế độ chống neutrino) thêm 10%, và giảm lượng neutrino ký sai (chống neutrino trong neutrino- chùm chế độ và neutrino trong chùm chế độ chống neutrino) khoảng 5-10%.
Giảm của chu kỳ lặp đi lặp lại sẽ đòi hỏi một loạt các nâng cấp phần cứng, bao gồm một nâng cấp lớn của chính chiếc nhẫn nguồn cung cấp điện và một bản nâng cấp nhỏ của nguồn cung cấp điện còi tập trung, tất cả đều sẽ được cài đặt trong shutdown dài đến năm 2021. Việc tăng dòng còi sẽ yêu cầu sử dụng nguồn cung cấp còi bổ sung (thứ ba). Trong khi đó, công suất chùm tia proton cao hơn đòi hỏi phải tăng cường khả năng làm mát của các thành phần chùm tia thứ cấp như mục tiêu than chì, sừng từ tính và bãi chứa chùm tia, cũng như thải ra một lượng nước làm mát được chiếu xạ lớn hơn.

#### Nâng cấp ND280
Thiết kế hiện tại của máy dò ND280 được tối ưu hóa để phát hiện và tái tạo các lepton chuyển tiếp (muon và electron), nhưng nó cũng có một số hạn chế, như hiệu quả tái tạo thấp của các hạt được tạo ra gần như vuông góc và ngược lại theo hướng của tương tác neutrino, cũng như ngưỡng động lượng quá cao để tái tạo một phần lớn các pion được sản xuất và các hạt nhân bị loại ra (proton và neutron). Trong các tương tác đàn hồi dòng điện tích điện (CCQE), tương tác chiếm ưu thế trong máy dò gần ND280, động học của lepton được sản xuất là đủ để tái tạo năng lượng neutrino tới. Tuy nhiên, các loại tương tác neutrino khác trong đó các hạt bổ sung (pion, kaon, nucleon) bị mất, có thể được tái cấu trúc sai thành CCQE và đưa ra sự sai lệch trong phổ năng lượng neutrino được tái tạo. Vì vậy, điều tối cần thiết là tối ưu hóa máy dò để nhạy cảm với các hạt và hiệu ứng hạt nhân bổ sung.
Ba biện pháp chính cần được thực hiện để giải quyết các vấn đề này:
- Máy dò cần phát hiện hiệu quả các nucleon ở trạng thái cuối cùng của tương tác neutrino. Đối với điều này, các ngưỡng phát hiện cần phải được hạ xuống.
- Các rãnh góc cao và ngược phải được tái cấu trúc tốt. Điều này đạt được bằng cách tăng sự chấp nhận góc cạnh và hiệu quả của sự phân biệt đối xử lạc hậu từ các bài hát đi về phía trước bằng cách sử dụng thông tin thời gian.
- Cuối cùng, tổng khối lượng fiducial (khối lượng có sẵn cho các tương tác neutrino) của bộ theo dõi của máy dò ND280, đặc trưng với khả năng tái tạo tốt hơn, cần được mở rộng để tăng tỷ lệ tương tác neutrino.

Việc nâng cấp trình phát hiện ND280 (Nâng cấp ND280) giải quyết các yêu cầu này bằng cách thay thế một phần của trình phát hiện phụ P0D bằng ba loại trình phát hiện phụ mới. Phần hạ lưu hiện có, bao gồm hai Máy dò hạt mịn (FGD) và ba Phòng dự báo thời gian (TPC), sẽ duy trì cấu trúc kẹp của chúng và tiếp tục phát hiện các lepton đi về phía trước và các hardon động lượng cao. Phần thượng nguồn hiện đang chứa máy dò phụ P0D sẽ được thay thế bằng ba máy dò phụ mới: mục tiêu 3D hấp dẫn (Máy dò hạt siêu mịn hoặc SuperFGD), hai TPC mới trên đầu và bên dưới SuperFGD (TPC góc cao hoặc HATPC) và sáu máy dò thời gian bay (TOF) xung quanh cấu trúc mới. Mỗi máy dò phụ được mô tả ngắn gọn dưới đây.

##### SuperFGD
SuperFGD là máy dò 2m x 2m x 0,5m, bao gồm khoảng 2 triệu 1   cm 3 khối polystyrene scintillating. Các khối được dệt bằng một loạt các sợi quang được thiết kế để phát hiện ánh sáng phát ra từ các hạt được tạo ra trong quá trình tương tác trong mục tiêu. Không giống như các FGD hiện tại, SuperFGD có số lần đọc 2D phóng xạ ba lần cung cấp khả năng đọc gần như 3D. Cấu hình đọc này làm tăng khả năng phát hiện các bản nhạc ngắn gần như thống nhất theo mọi hướng. Do hình dạng của nó và kết hợp với TOF và HATPC, SuperFGD có khả năng phát hiện các neutron nhanh, có thể hữu ích trong việc tái tạo năng lượng antineutrino.

##### HATPC
Các phòng chiếu thời gian góc cao (HATPC) sẽ bao quanh SuperFGD trong mặt phẳng vuông góc với chùm neutrino tới. Thiết kế của chúng tương tự như các TPC hiện có, vì cả hai đều sử dụng công nghệ mô-đun MicroMegas để tái cấu trúc theo dõi. Tính năng mới lạ của HATPC, ngoài phạm vi bảo hiểm góc cao, là việc sử dụng công nghệ MicroMegas điện trở. Loại thứ hai bao gồm việc áp dụng một lớp vật liệu điện trở để tăng khả năng chia sẻ điện tích của các mô-đun MicroMegas. Điều này làm giảm số lượng kênh đọc và cho phép độ phân giải không gian tương đương với kênh trong các TPC hiện tại.

##### TOF
Sáu máy dò thời gian bay (TOF) xung quanh HATPC và SuperFGD là một loạt các máy dò lớp scintillator bằng nhựa được thiết kế để xác định cảm giác hướng hạt thông qua phép đo thời gian bay cho mỗi đường băng qua với độ phân giải thời gian của trật tự của 600 ps. Khả năng xác định cảm giác hướng theo dõi đã được chứng minh trong ND280 thực tế là rất quan trọng để giảm nền được tạo ra bên ngoài các máy dò bên trong đang hoạt động.

##### Tác động đến vật lý dao động của neutrino
Tác động mà Nâng cấp ND280 sẽ có đối với các phân tích tại T2K là hai lần. Thứ nhất, việc tăng số liệu thống kê nhờ mục tiêu SuperFGD 2 tấn sẽ cho phép tăng gần gấp đôi lượng dữ liệu trong một số mẫu nhất định. Thứ hai và phù hợp hơn, cấu hình mới sẽ cho phép phát hiện tốt hơn các hạt trạng thái cuối cùng: các hạt góc cao nhờ sự chấp nhận góc tăng và các hạt ít năng lượng hơn vì ngưỡng phát hiện thấp hơn. Cải tiến chấp nhận máy dò này rất quan trọng để bao phủ gần như cùng một không gian pha có sẵn tại máy dò xa (SK). Ngoài ra, các hạt trạng thái cuối cùng sẽ cho phép thăm dò các hiệu ứng hạt nhân rất cần thiết để hạn chế các hiệu ứng hệ thống của phân tích dao động. Đây là một bước quan trọng trong quá trình chuyển sang sử dụng các mô hình bán toàn phần hoặc độc quyền trong vật lý dao động neutrino, trái ngược với các mô hình bao gồm hiện tại chỉ sử dụng lepton trạng thái cuối cùng trong dự đoán của họ.

### Thí nghiệm Hyper-Kamiokande
Sự kế thừa của thí nghiệm T2K, thí nghiệm Hyper-Kamiokande (HK), sẽ sử dụng hệ thống nâng cấp của máy gia tốc và chùm tia neutrino hiện đang sử dụng và bộ nâng cấp của máy dò gần. Ngoài ra, một máy dò xa mới, máy dò Hyper-Kamiokande, và có thể cả máy dò trung gian mới sẽ được chế tạo. Một phần của công việc nâng cấp liên quan đến chùm tia và việc nâng cấp máy dò ND280 sẽ được thực hiện trước khi bắt đầu giai đoạn II của thí nghiệm T2K. Thí nghiệm HK dự kiến sẽ bắt đầu hoạt động vào khoảng năm 2027.

#### Máy dò Hyper-Kamiokande
Máy dò Hyper-Kamiokande sẽ là máy dò nước Cherenkov, lớn hơn 5 lần (258 kton nước) so với máy dò Super-Kamiokande. Nó sẽ là một hình trụ có đường kính 74 mét và cao 60 mét với 40000 ống nhân quang 50   đường kính cm và ống 6700 photomultiplier 20   đường kính cm. Nó sẽ được đặt 8   km về phía nam từ máy dò Super Kamiokande trong mỏ Tochibora, 650 mét dưới đỉnh núi Nijuugo, ở cùng góc lệch (2,5 °) đến trung tâm chùm neutrino và trong cùng khoảng cách (295   km) từ nơi sản xuất chùm tia tại J-PARC. Việc bắt đầu xây dựng máy dò HK được lên kế hoạch cho năm 2020 và bắt đầu thu thập dữ liệu dự kiến vào năm 2027.

#### Máy dò Cherenkov nước trung gian
Máy dò nước Cherenkov trung gian (IWCD) sẽ được đặt ở khoảng cách 0,7   km từ nơi sản xuất neutrino. Nó sẽ là một hình trụ chứa đầy nước có đường kính 10 m và cao 50 m với cấu trúc cao 10 m được trang bị khoảng 3000 ống nhân quang học gồm 20 ống   đường kính cm. Cấu trúc sẽ được di chuyển theo hướng thẳng đứng bởi một hệ thống cầu trục, cung cấp các phép đo tương tác neutrino ở các góc ngoài trục khác nhau, kéo dài từ 1 ° đến 4 °, và do đó cho các phổ năng lượng khác nhau. Kết hợp các kết quả từ các góc ngoài trục khác nhau, có thể trích xuất các kết quả cho phổ neutrino gần như đơn sắc mà không cần dựa vào các mô hình lý thuyết về tương tác neutrino để tái tạo năng lượng neutrino. Việc sử dụng cùng loại máy dò như máy dò xa với sự chấp nhận góc và động lượng gần như giống nhau cho phép so sánh kết quả từ hai máy dò này mà không cần dựa vào mô phỏng phản ứng của máy dò. Hai sự thật này, tính độc lập từ các mô hình tương tác neutrino và phản ứng dò, sẽ cho phép giảm thiểu lỗi hệ thống trong phân tích dao động. Ưu điểm bổ sung của thiết kế máy dò như vậy là khả năng tìm kiếm mô hình dao động vô trùng cho các góc ngoài trục khác nhau và để có được mẫu tương tác neutrino electron sạch hơn, có phần lớn hơn cho góc ngoài trục lớn hơn.  :47–50 
Theo kế hoạch, IWCD sẽ được hoàn thành vào năm 2024 và sẽ bắt đầu lấy dữ liệu từ năm 2025, trước khi khởi động thử nghiệm HK.